# Palden Gyatso

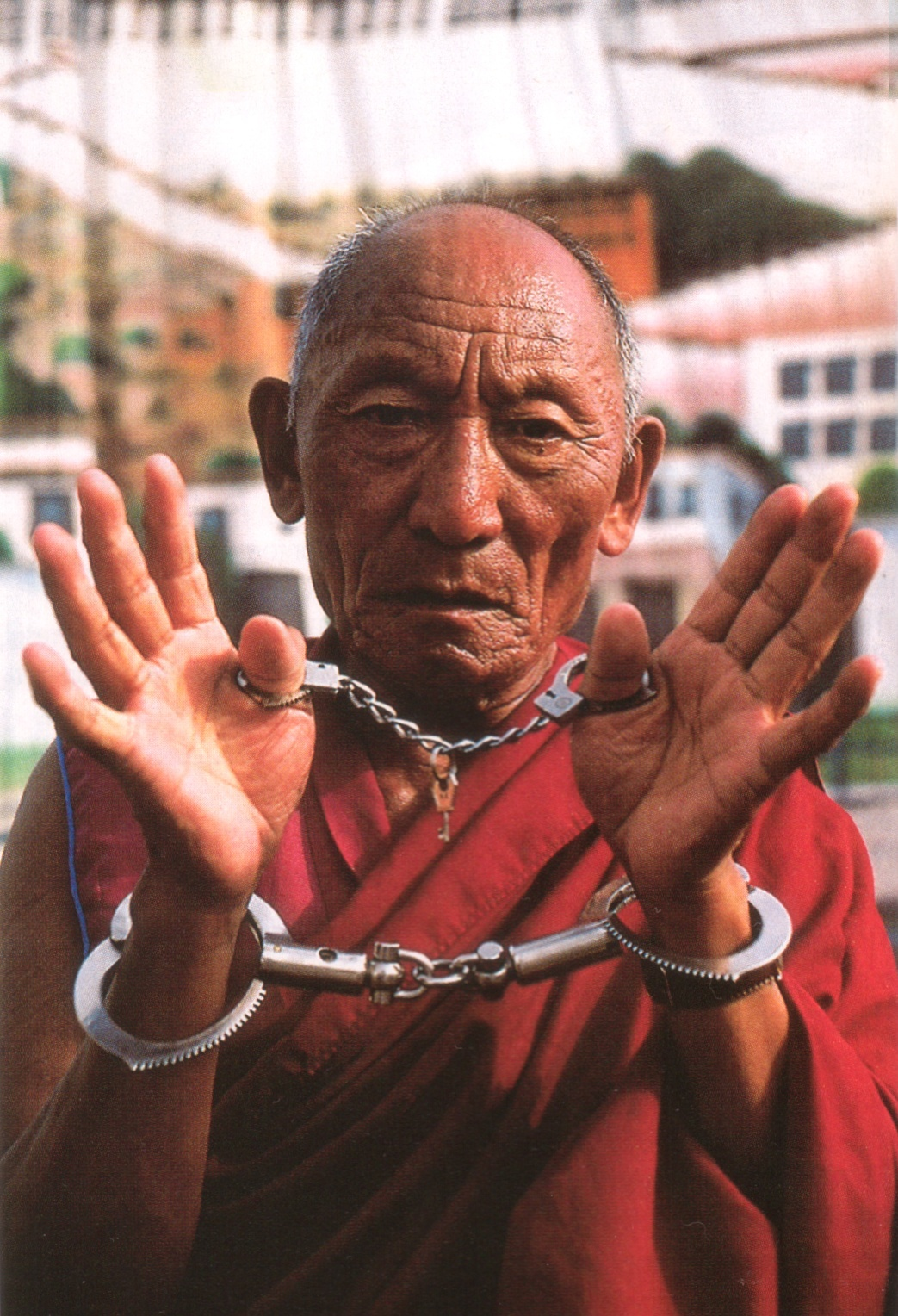
Palden Gyatso durante una visita in Francia nel 2000

Palden Gyatso (Panam, 1933 – Dharamsala, 30 novembre 2018) è stato un monaco buddhista tibetano, incarcerato nelle prigioni cinesi per 33 anni.

## La vita
Nacque con il nome Ngodup a Panam, un villaggio nella valle di Tsang, tra le città di Gyantse e Shigatse, nei pressi del fiume Nyangchu, da una famiglia di proprietari terrieri benestanti. Ad appena pochi giorni dalla sua nascita fu visitato da un gruppo di monaci, i quali sostennero che era tra i candidati alla reincarnazione di un lama molto riverito del vicino monastero di Drag Riwochè. Più tardi fu posto agli esami tradizionali, durante i quali riconobbe un rosario appartenuto al lama defunto, ma quando fu inviata la lista dei candidati e i relativi risultati ai dignitari religiosi di Lhasa non fu infine preso in considerazione.
Nel 1943, ad appena dieci anni, entrò al monastero di Gadong come novizio, e da ragazzo, su invito del XIV Dalai Lama, si recò a Drepung, per completare gli studi di Dharma e ricevere la piena ordinazione quale monaco Gelugpa.
Nel 1959, quando la maggior parte del Tibet venne occupata dalla Cina, fu arrestato per aver protestato contro l'occupazione del suo Paese, e venne incarcerato nelle prigioni cinesi per i successivi trentatré anni. Durante la detenzione, durante la quale venne costretto a lavorare nei campi, subì innumerevoli torture che gli hanno procurato gravi lesioni permanenti, fu sottoposto a ulteriori abusi psicologici e fu infine vittima di un programma di rieducazione altrettanto brutale. Tuttavia non perse mai la speranza grazie alle pratiche del Buddhismo tibetano.
Venne liberato grazie all'intervento della Sezione Italiana dell'associazione Amnesty International nel 1992, e da allora si dedicò a diffondere la conoscenza delle gravi violazioni dei diritti umani perpetrate dal regime comunista cinese nel Tibet occupato visitando regolarmente Stati Uniti ed Europa.
Nel 1995 tenne un discorso presso il Consiglio per i Diritti Umani delle Nazioni Unite a Ginevra, mentre nel marzo del 2006, in occasione delle Olimpiadi invernali di Torino, ha protestato assieme ai connazionali Sonam Wangdu e Tamding Choephel contro lo svolgimento delle Olimpiadi di Pechino con uno sciopero della fame protrattosi per quattordici giorni.
Insieme al giornalista e storico Tsering Shakya ha scritto il libro "Tibet - Il fuoco sotto la neve" a testimonianza della sua storia.
Nel 2008 è uscito il film documentario "Fire Under the Snow" sulla sua storia, prodotto e diretto dalla regista giapponese Makoto Sasa, pubblicato anche in versione con sottotitoli in italiano.
Ha ricevuto il premio John-Humphrey dal "Centro Internazionale dei Diritti Umani e dello Sviluppo Democratico".
Visse a Dharamsala in India, dove seguiva da vicino gli insegnamenti del XIV Dalai Lama, impartendo egli stesso lezioni.

## Opere
- Tibet - Il Fuoco sotto la Neve - edizione Sperling & Kupfer